# Lithocarpus balansae
Lithocarpus balansae (Drake) A.Camus – gatunek roślin z rodziny bukowatych (Fagaceae Dumort.). Występuje naturalnie w Wietnamie, północnym Laosie oraz południowych Chinach (w południowo-wschodniej części Junnanu). 

## Morfologia
PokrójZimozielone drzewo dorastające do 30 m wysokości.
LiścieBlaszka liściowa ma kształt od podługowatego do podłużnie odwrotnie jajowatego. Mierzy 10–38 cm długości oraz 5–13 cm szerokości, jest całobrzega, ma klinową lub zbiegającą po ogonku nasadę i spiczasty wierzchołek. Ogonek liściowy jest owłosiony i ma 15–25 mm długości.
OwoceOrzechy o niemal kulistym kształcie, dorastają do 25–35 mm długości i 20–30 mm średnicy. Osadzone są pojedynczo w miseczkach o kształcie od odwrotnie jajowatego do niemal kulistego, które mierzą 80 mm średnicy. Orzechy są w całości otulone miseczkami.

## Biologia i ekologia
Rośnie w wiecznie zielonych lasach. Występuje na wysokości od 500 do 1900 m n.p.m. Kwitnie od kwietnia do maja, natomiast owoce dojrzewają od września do listopada.